# 日本的纹身

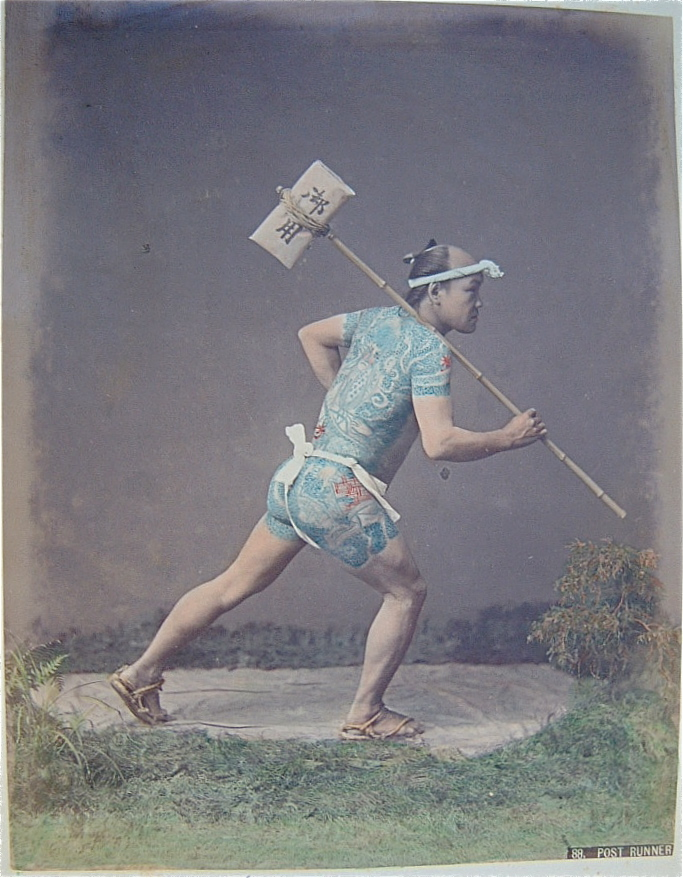
纹身的“飞脚”，19世纪的日本邮差

日本的纹身，又叫和彫（日语：／ wabori）、彫物（日语：／ horimono），中文语境通称日式纹身、英文语境作“irezumi”，即日语“刺青”（日语：／ irezumi）之意，是日本传统纹身艺术的一种风格，以其独特的图案、丰富的色彩和文化意义而闻名。日式纹身通常覆盖大面积的身体部位，包括背部、胸部和四肢，形成完整的视觉故事。此外，日本的纹身广义上还包括了古代绳文人、阿依努人、琉球人等曾在日本列岛出现过的原始纹身式样。

## 简介

### 古代

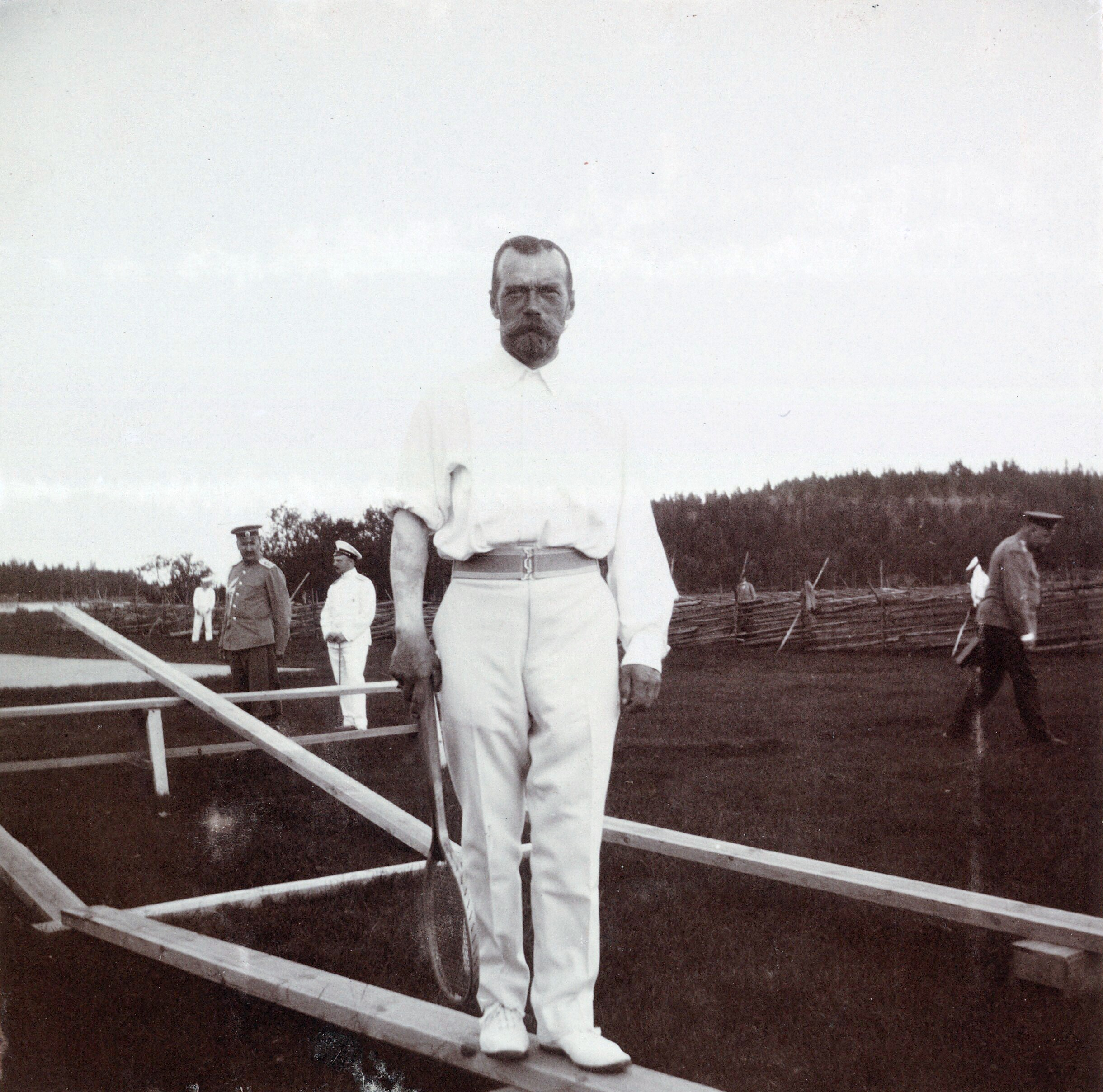
尼古拉二世右侧小臂上的日式龙纹身

纹身在日本的历史最早可追溯至绳文时代，尽管一般认为绳文时代已经存在纹身，但具体情形尚未确知。至弥生时代，《三国志》、《后汉书》等史籍均记载当时倭人的纹身习俗。根据弥生时代的土偶上的纹样也可以推测当时的纹身的样态。到了古坟时代，纹身开始带有负面含义，并被逐渐用作惩罚犯罪者的标记。
直至江户中后期，随着《水浒传》及其衍生的浮世绘艺术画作在日本社会的风靡，纹身开始转变为一种装饰性的艺术形式。《水浒传》中讲述的一百单八将的故事，尤其是其中插图中描绘的花和尚鲁智深、九纹龙史进等带有纹身的人物，促使人们对图中所展示的纹身产生浓厚兴趣，进而催生了对这一类型纹身的需求。
当时，有些身上纹满刺青的人会特意在从腋下到靠近肘部的区域留白，以证明自己没有因犯罪而留下被惩罚的标记。到了那时，纹身已经在日本的年轻人，特别在劳动阶层的受到青睐。邮差、轿夫、木匠、锁匠等职人往往会在身上纹满刺青，比如建筑工人出身的递信大臣小泉又次郎纹有水浒人物。其中纹身最为普遍的是消防员，他们中的许多人全身都布满纹身，以此作为象征性的身体保护。日本的纹身艺术在这一时期达到了一个黄金时代，甚至吸引了包括乔治五世、沙皇尼古拉二世等欧洲贵族阶层在内的外国访问者在日本纹身。
但纹身在当时的日本始终被视为常民阶层的市井文化，所以武士群体一般不会选择纹身，但历史上也有武士身上纹有领主家纹的记载。传说江户幕府旗本远山景元身上纹有“樱吹雪”刺青。

### 近现代

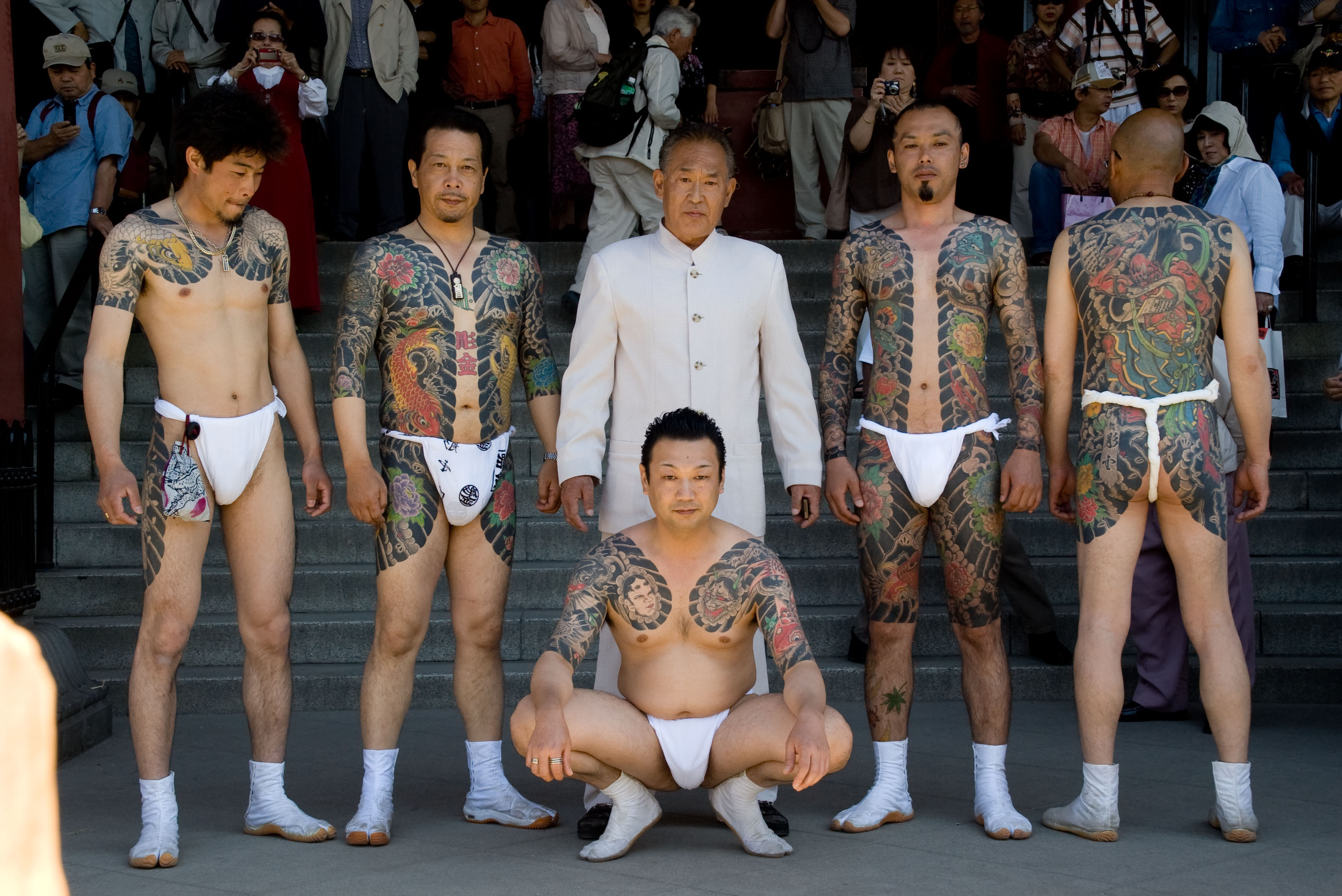
浅草三社祭上的“雅库扎”团体

明治维新后，日本开始尝试在文化上脱亚入欧，纹身开始被视为野蛮的象征而被禁止，但并不禁止外国人来日本纹身，日本式纹身逐渐传播海外。二战后的盟总时期，纹身禁令获得解除，但由于先前禁令的影响，日式纹身已经逐渐转型为黑帮極道专属，所以社会上仍对纹身持有广泛的负面影响，至今有不少的公共场所仍然禁止展露纹身的人士进入。

## 特点
传统而言，在日本，纹身师被称作“彫师”，一开始要作为学徒学习训练多年才能掌握技艺，为师父打扫工作室，自己练习绘画和纹身，直至师父最终认为学生已足够优秀出师。一些纹身师会坚持师父或自身流派的风格，而另一些可能会尝试添加自己的诠释，或完全转向另一个艺术风格。纹身师出师后，会在名字前加上“彫”，以明确自己是一个精通技艺的纹身工匠。即使学徒自立也仍然与师傅保持密切的关系，并且期望在发生任何事情时照顾他们的老师。
随着日式纹身传播至世界各地，目前并非所有纹身师都经历过传统学徒期，或在日本进行过学习。其中不乏通过认真研究纹身的图案和设计成为行业顶尖。一些纹身师还结合其他纹身风格发展出“新传统”流派（Neo-Japanese），与严格按照日式“老传统”的风格相对。
日式纹身起初通过“手彫”的方式来进行，通过传统针状工具以手动的方式注入墨水，现在多数彫师使用更有效率的纹身机。纹身师通常会在作品完成时留下自己的名字，即“彫名”。

## 术语
一些主要日式刺青术语如下：
| 名称        | 注释 |
| ----------- | --- |
| soushinbori | 覆盖全身的大型纹身作品。                                                                                 |
| kame no kou | 覆盖后背延续至臀部和大腿后部的大型纹身，中文语境通常称之为“满背”。                                       |
| hikae       | 覆盖胸肩延续至上臂或整个手臂。因胸肩部分形似日本传统大鼓，故有“太鼓”之称。中文习惯称之为“半胛”或“全胛”。 |
| munewari    | 胸口留白的全身纹身，灵感源自和服便服——甚平。                                                             |
| nagasode    | 长袖纹身，有九分袖和越过手腕的全袖两种。                                                                 |
| botan-giri  | 波浪形的边缘线条，受牡丹花瓣启发。                                                                       |
| bukkiri     | 与牡丹切相对、边缘线条呈直线。                                                                           |
| gakubori    | 填充主题之外空白处背景的版雾状纹身。                                                                     |
| nukibori    | 没有版雾状背景的纹身。                                                                                   |
| sujibori    | 只有线条、未上色或未完全上色的纹身。                                                                     |
| horimei     | 纹身师的签名，源自千社札。                                                                               |
| horishi     | 传统日式纹身师傅。                                                                                       |

## 主要图案元素

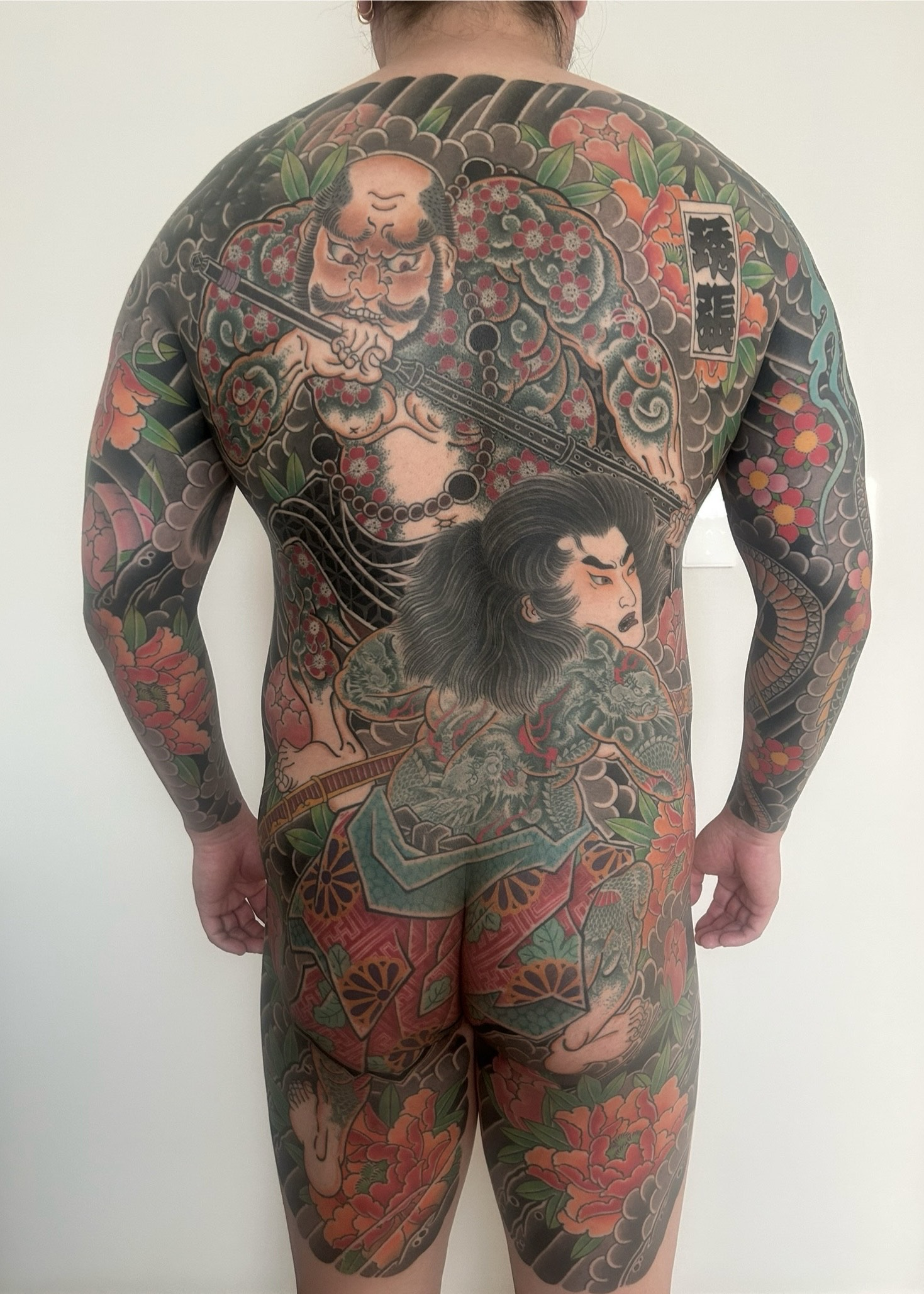
《水浒传》题材的满背图案

### 汉字
汉字纹身在日本历史上起初主要用在犯罪之人身上，例如不同地区犯人有被纹上“恶”、“犬”等各种字样。随着纹身文化的发展，带有吉祥、名言警句等寓意的汉字也开始逐渐被使用，其中包括：“恶因恶果”、“知者不惑刺青”、“一期一会”、“起死回生”、“确乎不拔”、“南无妙法莲华经”、“七生报国”等。

### 自然
与其他一些艺术类型相似，日式纹身图案也受自然界启发，其中花卉无论是作为主题元素，还是搭配动物、神话生物、神灵、英雄人物都非常常见，具体例子包括樱花、梅花、牡丹、莲花、菊花，其他植物元素包括枫叶、松树、竹子。此外，还有自然题材如风、水、云雾、火、土石、太阳等。

### 动物和神兽
现实和神话中的动物也是日式纹身的主要图案之一。在云中盘旋的龙、竹林中漫步的老虎，逆流而上的锦鲤都是非常受欢迎的主题元素。其他选择还有狐狸、凤凰、麒麟、唐狮子、蛇、章鱼、鹤、蝙蝠、乌鸦、鹰、螃蟹、招财猫、蝴蝶、蜘蛛等。

### 人物
日式纹身的人物主题包含神灵、传说和现实中的英雄人物。佛教和神道教元素的纹身有观音、大日如来、不动明王、毘沙门天、辩才天、大黑天、阿弥陀如来、惠比寿、达摩、风神和雷神、弥勒佛、天女等。英雄人物主要以《水浒传》一百单八将、金太郎、钟馗、大蛇丸、龙王太郎等，此外人物形态的题材还包括断首、般若、妖怪、天狗等。

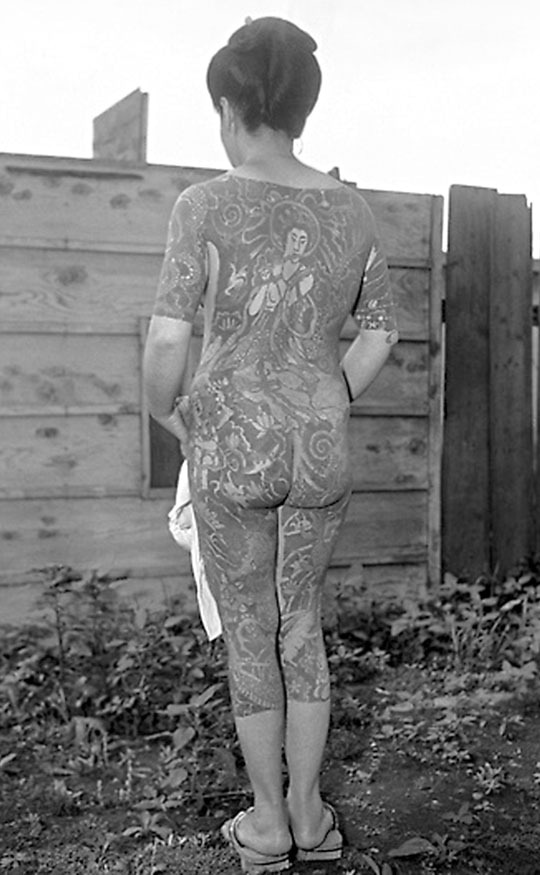
背部有天女纹身的女子（1946年）
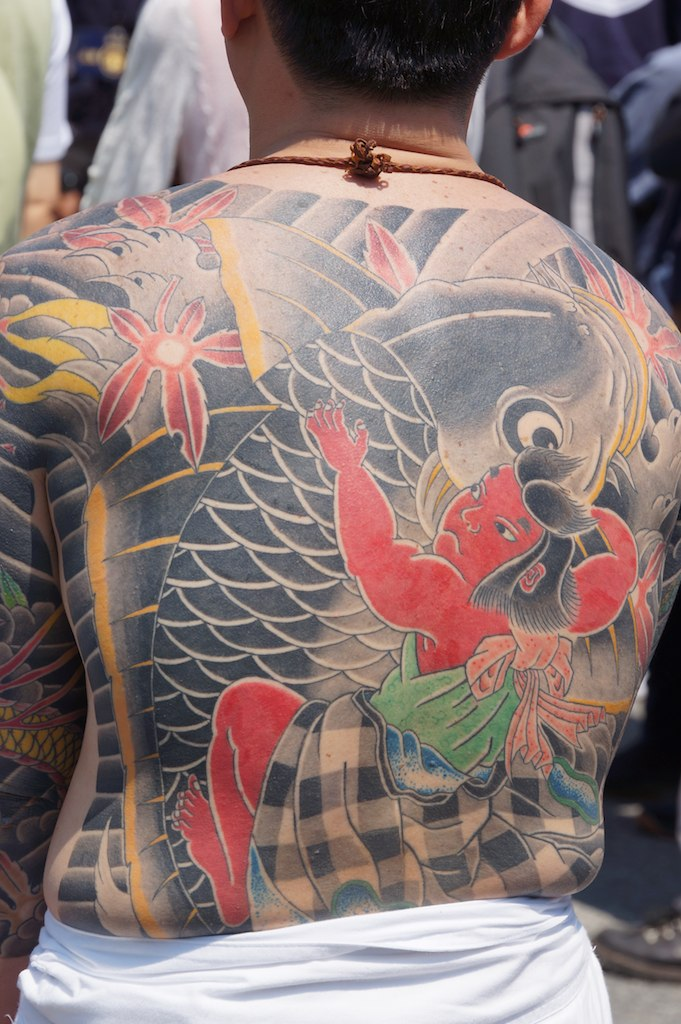
金太郎抱鲤
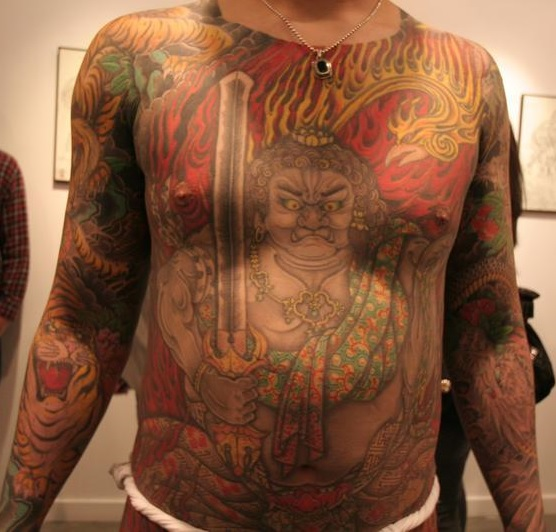
不动明王
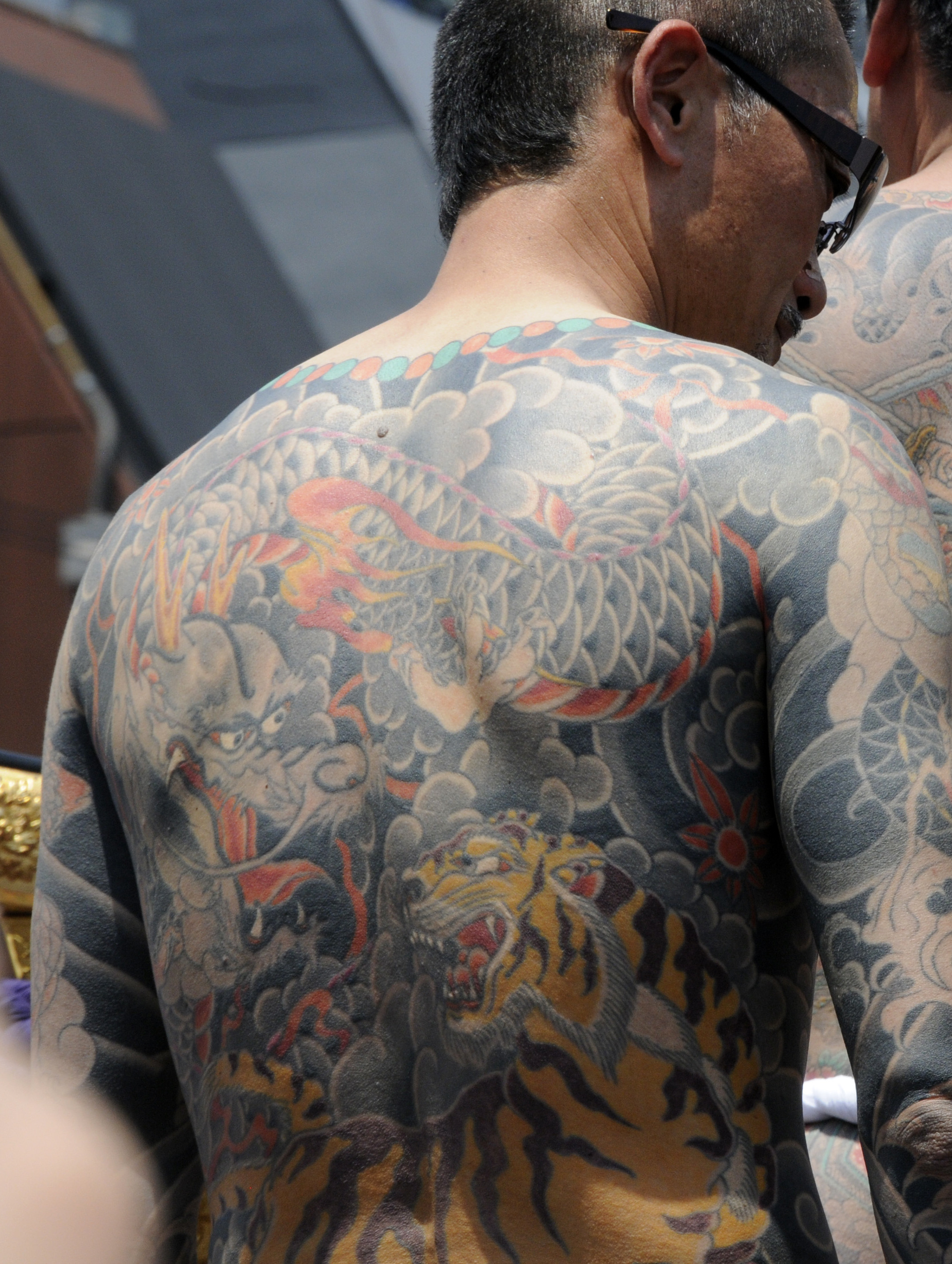
龙虎斗

### 引用
1. 1 2  Ashcraft & Hori Benny 2016，第4頁
2. ↑  高山純 1969，第19頁
3. ↑  《三国志·魏书三十·倭人》：“男子无大小皆黥面文身。自古以来，其使谒中国，皆自称大夫。夏后少康之子封于会稽，断发文身以避蛟龙之害。今倭水人好沈没捕鱼，文身亦以压大鱼水禽，后稍以为饰。诸国文身各异，或左或右，或大或小，尊卑有差。”
《后汉书·卷八十五·东夷列传·倭》：“男子皆黥面文身，以其文左右大小别尊卑之差。”
《北史·卷九十四·列传第八十二·四夷·倭》“(倭国)俗皆文身。”
《隋书·卷八十一·列传第四十六·东夷·倭国》：“男女多黥臂点面文身，没水捕鱼。”
4. ↑  高山純 1969，第24頁
5. 1 2 3  Ashcraft & Hori Benny 2016，第8頁
6. ↑  佐野真一 2004，第39-40頁
7. ↑  Ashcraft & Hori Benny 2016，第125頁
8. ↑  Ashcraft, Hori Benny & 7，17，第8頁
9. ↑  石井良助 1995，第14頁
10. ↑  木村芥舟 1883
11. ↑  Ashcraft & Hori Benny 104，第7頁
12. ↑  Ashcraft & Hori Benny 2016，第4-5頁
13. ↑  Ashcraft & Hori Benny 2016，第5頁
14. ↑  Ashcraft & Hori Benny 2016，第136，148頁
15. ↑  Ashcraft & Hori Benny 2016，第127-137頁
16. ↑  （日語）Lucky Round tattoo. .   [2025-03-06]. （原始内容存档于2025-04-25）.
17. ↑  Ashcraft & Hori Benny 2016，第16，20頁
18. ↑  Ashcraft & Hori Benny 2016，第32-51頁
19. ↑  Ashcraft & Hori Benny 2016，第57-83頁
20. ↑  Ashcraft & Hori Benny 2016，第89-111頁